# Club de Futbol Peralada
El Club de Futbol Peralada és un club de futbol de la vila de Peralada.

## Història

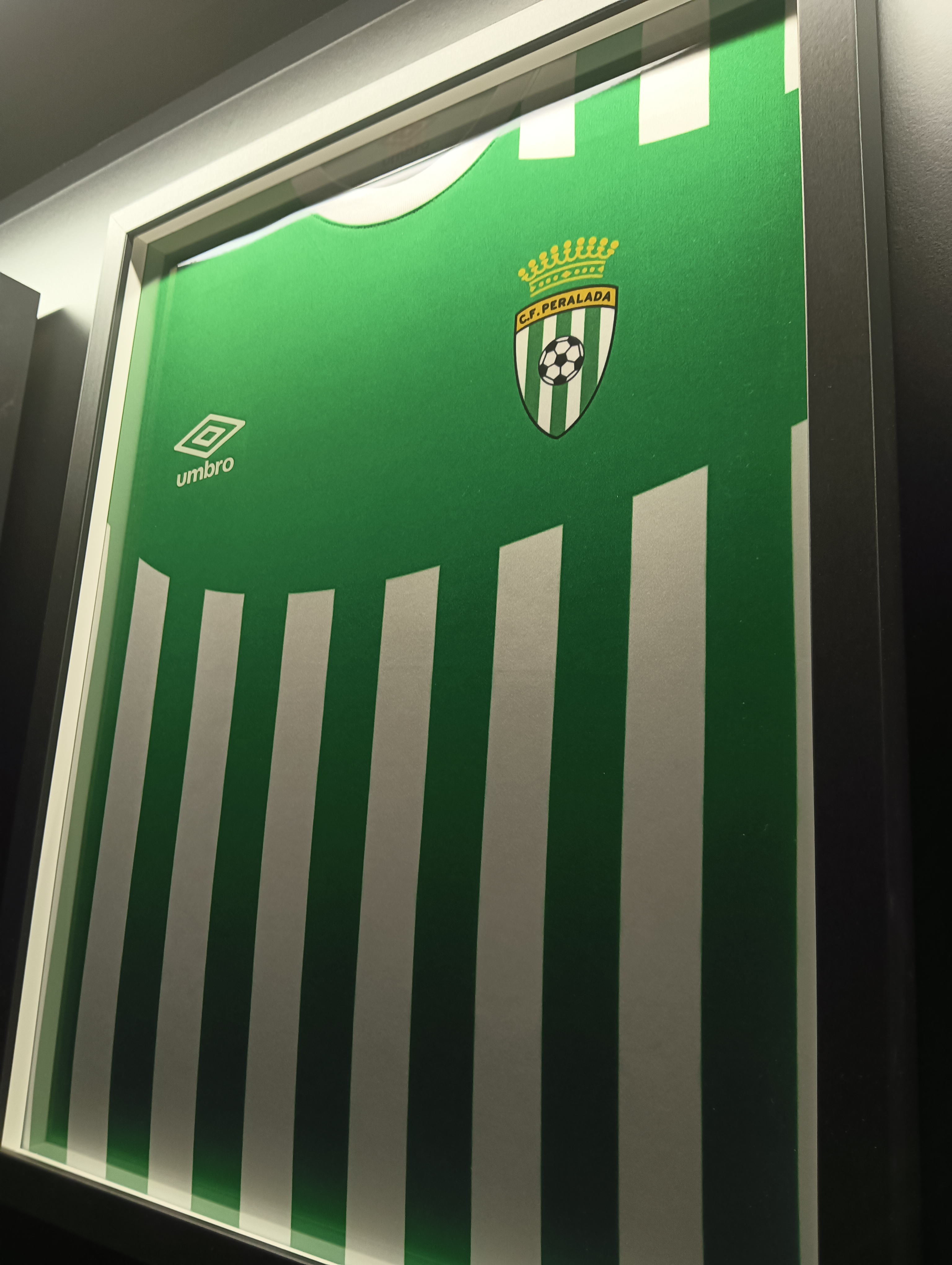
Samareta CF Peralada.

Va ser fundat el 1915 per un grup de joves de la vila i va començar a disputar partits amistosos amb els equips dels vilatges veïns. L'any 1936, es va constituir oficialment com a Club Deportiu Peralada, esdevenint-ne Martí Roca el primer president. En aquella època, l'uniforme dels jugadors era una camisa blava amb una franja blava en diagonal i els partits es jugaven al camp de Miquel Pujol (actualment en aquest lloc hi ha el Cafè del Centre).
Durant la guerra civil espanyola es va aturar l'activitat del club fins a l'any 1950, quan amb el president Geroni Planas el Peralada va inscriure's a la Federació i un any després s'inaugurà el Camp de Cal Músic, en uns terrenys que havia llogat l'Ajuntament. La inauguració del camp es va celebrar amb dos amistosos (un contra el Portbou i l'altre contra el Castelló d'Empúries). En aquesta època va començar a anomenar-se els jugadors amb el sobrenom els espumosos.
L'any 1981, l'ajuntament, amb Enric Serra, president del club, com a batlle, va comprar uns terrenys a la carretera de Garriguella per tal de fer-hi una nova zona esportiva municipal. Fins a l'actualitat, aquest és el camp on el CF Peralada disputa els partits com a local. Aquell mateix any es va aconseguir l'ascens a segona regional.
La temporada 1988-89 la família Suqué-Mateu, propietària del Castell de Peralada, va començar a patrocinar el club. Aquesta nova situació va permetre d'acabar el nou camp (inaugurat el 1992). El 1995, el club va aconseguir, per primera vegada, l'ascens a primera regional i pujà l'any següent a regional preferent. La temporada 1997-98 va pujar a primera catalana.
L'any 2002 es va assolir l'ascens a tercera divisió i s'hi va mantenir cinc temporades consecutives. En aquest període, l'any 2004, després d'eliminar el Sabadell i el Terrassa, va arribar a les semifinals de la Copa Catalunya, en què va ser eliminat pel Barça.
Després del descens a primera catalana l'any 2007 es va mantenir la categoria i la temporada 2013-14, amb Nacho Castro d'entrenador, va aconseguir tornar a tercera.
L'estiu del 2016, es va firmar un acord de filiació amb el Girona FC per cinc temporades. Aquell mateix estiu va ascendir a Segona Divisió B després de comprar la plaça del CF Gavà per 133.000 euros.
La temporada 2018-2019 va aconseguir un total de 39 punts, finalitzant penúltim en la categoria en la posició 19º de la Segona Divisió B, Grup 3 i descendint així de categoria.
El juny de 2019, en conseqüència del descens a Tercera divisió i coincidint que el Girona C s'havia classificat pels play off d'ascens a Tercera. El Girona FC va decidir per rescindir el contracte de vinculació amb el club, ja que les normatives impedien que 2 equips filials coincidissin en la mateixa categoria.

## Classificació històrica[5]
| - 1998-99: 1a Div. Catalana - 11è - 1999-00: 1a Div. Catalana - 7è - 2000-01: 1a Div. Catalana - 8è - 2001-02: 1a Div. Catalana - 3r - 2002-03: 3a Divisió - 12è - 2003-04: 3a Divisió - 17è - 2004-05: 3a Divisió - 5è - 2005-06: 3a Divisió - 8è - 2006-07: 3a Divisió - 19è - 2007-08: 1a Div. Catalana - 13è | - 2008-09: 1a Div. Catalana - 13è - 2009-10: 1a Div. Catalana - 15è - 2010-11: 1a Div. Catalana - 5è - 2011-12: 1a Div. Catalana - 13è - 2012-13: 1a Div. Catalana - 7è - 2013-14: 1a Div. Catalana - 1r - 2014-15: 3a Divisió - 12è - 2015-16: 3a Divisió - 14è* - 2016-17: 3a Divisió - 2n - 2017-18: 2a Divisió B - 9è - 2018-19: 2a Divisió B - - 2019-20: 3a Divisió - 5è |  |